# Katholisches Kinderheim Augsburg-Hochzoll

Der neubarocke Kinderheimbau von Südosten

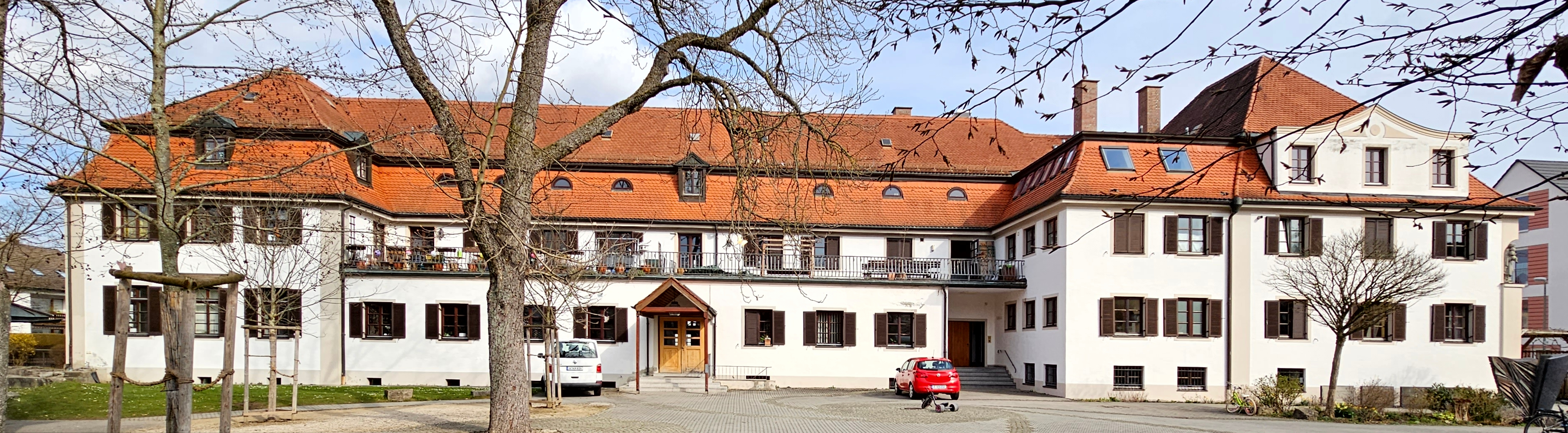
Das Kinderheim von Westen

Das Katholische Kinderheim Augsburg-Hochzoll befindet sich in einem neubarocken Gebäude im gründerzeitlichen Ortskern von Augsburg-Hochzoll, zu dessen prägenden Bauten es zählt.

## Geschichte
Ab 1906 – dem Antrittsjahr der Seelsorgestelle – bemühte sich der Hochzoller Pfarrer Josef Wassermann darum, Gelder zur Errichtung einer „Kinderbewahranstalt“ in Hochzoll zu sammeln. Die Baugenehmigung bekam Wassermann 1908; im selben Jahr beschloss die Ursberger St. Josefskongregation, Schwestern zur Betreuung der Kinder nach Hochzoll zu senden. Die Baupläne lieferte der Augsburger Architekt Albert Kirchmayer. Der erste Bauabschnitt war noch 1908 fertiggestellt; welcher Teil des heutigen Gebäudes dies war, ist nicht mehr ersichtlich. Von Beginn an war der Träger des Heims der 1908 gegründete St. Johannis-Zweigverein Hochzoll, aus dem der heutige Verein Katholisches Kinderheim Augsburg-Hochzoll e. V. hervorging. Es wurden nur katholische Kinder aufgenommen, die „sittlich unverdorben, gesund und nicht unter zwei Jahre sind“.
Ab 1933 entstand im Haus eine Jungvolk- und Hitlerjugendgruppe.
Im Jahr 1949 wurde der Bau nach schon 1907/08 erstellten Kirchmayer-Plänen erweitert.
Ab den 1960er Jahren passten die Ursberger Schwestern die Erziehungsform dem Zeitgeist entsprechend und den neuen Regeln behutsam an. Ab 1982 übernahmen ausgebildete Fachkräfte die pädagogische Betreuung der Kinder und Jugendlichen und ersetzten damit die Ordensschwestern. Eine heilpädagogische Tagesstätte kam in den 1990er Jahren im Betreuungsangebot hinzu, aktuell ist auch eine Stelle für sozialpädagogische Familienhilfe vor Ort.

## Gebäudebeschreibung

Das Hauptportal

Der Kinderheimbau steht auf dem Grundstück Karwendelstraße 7 an der Ecke zur Grüntenstraße im Osten von Augsburg. Das 56,62 × 10,14 bis 17,24 m große zweigeschossige Gebäude im harmonischen Mix von historisierendem Heimatstil und neobarocken Details besteht aus drei unterschiedlich großen Teilen: dem kleineren an der Ecke zur Grüntenstraße mit den neubarocken Ziergiebeln, dem langgezogenen Teil an der Karwendelstraße mit dem Hauptportal sowie dem stilisch angepassten grundstücksseitigen eingeschossigen Vorbau mit Dachterrasse.
Das prägendste Gestaltungselement des Späthistorismusbaus ist das Mansardwalmdach in spätbarocker Machart. Über dem steingerahmten Hauptportal mit Oberlicht ist ein wohl aus Stuck gefertigtes Relief mit einer Darstellung der biblischen Erzählung „Lasset die Kinder zu mir kommen“ angebracht. Bis auf das Obergeschossfenster oberhalb des Hauptportals sind an allen Fenstern Fensterläden angebracht.

## Angebote der Einrichtung
Der gleichnamige Trägerverein bietet folgende Angebote:
- Flexible Ambulante Erziehungshilfe für Säuglinge, Kinder, Jugendliche und junge Erwachsene, die in schwierigen Lebenssituationen stehen. Gemeinsam mit der Familie werden die Betreuten, bei denen es sinnvoll erscheint, dass sie in ihren Familien bleiben, individuell bei der Suche ihrer eigenen Lösungsstrategien unterstützt.
- Heilpädagogische Tagesstätte, bestehend aus drei heilpädagogischen Tagesstättengruppen, in denen jeweils neun Kinder im Alter zwischen 6 und 12 Jahren mit Entwicklungsstörungen, Verhaltensauffälligkeiten und Lern- und Leistungsproblemen betreut werden.
- Außenwohngruppen.
- Interne Wohngruppen. Zwei familienorientierte, heilpädagogische Kinder- und Jugendwohngruppen mit Mädchen und Jungen ab 5 Jahren. Integration in die Gesellschaft durch regelmäßige Schulbesuche und anschließende Berufsausbildung sowie durch gezielte Freizeitgestaltung und Persönlichkeitsentwicklung.
- Erziehungsstellen für Mutter und Kind.
- Offene Ganztagsschule.
- Kinderkrippe.
- Kinderhort.
- Mittagsbetreuung.
- Unterbringung und Betreuung unbegleiteter minderjähriger Flüchtlinge (umF).